# Cressin-Rochefort
Cressin-Rochefort är en kommun i departementet Ain i regionen Auvergne-Rhône-Alpes i östra Frankrike. Kommunen ligger  i kantonen  Belley som ligger i arrondissementet Belley. Kommunens areal är 7,93 km². År 2022 hade Cressin-Rochefort 384 invånare.

## Befolkningsutveckling
Antalet invånare i kommunen Cressin-Rochefort
Referens: INSEE